# Hannu Rajaniemi
Hannu Rajaniemi (ur. 9 marca 1978 w Ylivieska) – fiński autor fantastyki, piszący po angielsku i fińsku. Mieszka w Oakland w Kalifornii. Założył komercyjną organizacje ThinkTank Maths. W Polsce w 2018 roku została wydana jego trylogia Jean le Flambeur, w tym jego nagradzana powieść Kwantowy złodziej.

## Życiorys
Urodził się w Ylivieska w Finlandii w 1978 roku. Uzyskał licencjat z matematyki na Uniwersytecie w Oulu, tytuł magistra nauk matematycznych na University of Cambridge oraz doktorat z fizyki matematycznej na Uniwersytecie Edynburskim. Przed rozpoczęciem studiów doktoranckich ukończył krajową służbę jako naukowiec dla Finnish Defence Forces.
W trakcie swoich studiów doktoranckich dołączył do Writers’ Bloc, grupy pisarzy w Edynburgu, do której należy także Charlie Stross.

## Osiągnięcia
- 2012 Nagroda Tähtivaeltaja, zwycięzca (najlepsza książka science-fiction opublikowana po fińsku) za Kwantowego Złodzieja[3].
- 2011 Science Fiction & Fantasy Translation Awards, zwycięzca w kategorii krótka forma, tłumaczenie Elegy for a Young Elk[4].
- 2011 Nagroda Locusa za Best First Novel, nominacja, Kwantowy Złodziej[5].
- 2011 John W. Campbell Memorial Award, III miejsce, Kwantowy Złodziej[6].
- 2013 John W. Campbell Memorial Award, nominacja, Fraktalny książę[7].